# Convento dos Franciscanos (Lagoa)
O Convento de Nossa Senhora da Conceição da Lagoa, popularmente referido apenas como Convento dos Franciscanos e Convento dos Frades, localiza-se na cidade da Lagoa, freguesia de Santa Cruz, município da Lagoa, ilha de São Miguel, nos Açores.
Nele está atualmente instalada a Biblioteca Municipal Tomaz Borba Vieira.
Está classificado como Imóvel de Interesse Público desde 2001.

## História
Foi edificado pela Ordem dos Frades Menores entre o século XVII e o século XVIII.
Com a extinção das ordens religiosas masculinas (1834), o conjunto passou para a esfera civil, passando a abrigar as repartições públicas do concelho, nomeadamente os serviços ligados à administração municipal, às finanças e ao ensino público, através da instalação de uma escola no imóvel. À época da Primeira Guerra Mundial foi utilizado como detenção para prisioneiros alemães e, na Segunda Guerra Mundial, serviu como quartel de tropas.
Mais recentemente foi requalificado para fins turísticos dando lugar a uma estalagem com acesso aos antigos jardins.[carece de fontes?]
O imóvel foi cedido em caráter gratuito e definitivo pelo Governo Regional dos Açores à Câmara Municipal da Lagoa em 9 de junho de 2010. Desde então foi objeto de nova intervenção de requalificação, passando a abrigar a Biblioteca Municipal da Lagoa, o gabinete da Presidência e respectivo gabinete de apoio.

## Características
Apresenta-se como uma sólida e volumosa construção dotada de jardim anexo.
A igreja que integra o conjunto, em estilo barroco, apresenta fachada rasgada por um portal ladeado por colunas torças. O seu interior é composto por uma só nave, com destaque para o retábulo do altar-mor, em talha dourada, onde se encontra uma imagem de Nossa Senhora da Conceição.
Os três altares laterais encontram-se sob a invocação de Nossa Senhora do Monte Carmelo, de Santo António e do Santo Cristo dos Terceiros.